# Immeuble CBR
L'Immeuble CBR, ancien siège des Cimenteries et Briqueteries Réunies devenues Cimenteries Belges réunies, est un bâtiment de style fonctionnaliste édifié par les architectes Constantin Brodzki et Marcel Lambrichs à Watermael-Boitsfort, une commune de Bruxelles, capitale de la Belgique.
Témoin majeur de l'architecture fonctionnaliste de son époque, l'immeuble constitue l'une des réalisations de style fonctionnaliste les plus esthétiques et les plus connues en Région bruxelloise et jouit d'une large reconnaissance : il est cité dans de nombreuses publications et a été la seule construction belge retenue en 1980 par le Museum of Modern Art de New York (MoMA) dans la sélection de deux cents bâtiments dans le monde effectuée pour son exposition « Transformation in Modern Architecture, 1960-1980 »,,,,,.

## Localisation
L'immeuble CBR est situé au numéro no 185 de la chaussée de la Hulpe à Watermael-Boitsfort, juste en face de l'immeuble Glaverbel, non loin de la forêt de Soignes,.

## Statut patrimonial
L'immeuble CBR ne fait pas l'objet d'un classement au titre des monuments historiques mais il est inscrit sur la liste de sauvegarde de la Région de Bruxelles-Capitale depuis le 22 novembre 2018 (voir la section Historique ci-dessous).
Par ailleurs, il figure à l'Inventaire du patrimoine architectural de la Région de Bruxelles-Capitale sous la référence 26284.

## Historique

### Une ceinture verte au sud de la capitale
« Sous l'impulsion du roi Léopold II, c'est à l'extrême fin du XIXe siècle  que se concrétise l'idée de joindre Boitsfort à la nouvelle avenue de Tervueren ». Le chantier du boulevard du Souverain ainsi que les aménagements de l'avenue Delleur et de la chaussée de La Hulpe permettent alors de constituer une vaste ceinture verte au sud de la capitale.
Au XXe siècle, cette ceinture verte devient le lieu d'élection de grandes sociétés qui y implantent leur siège : le siège de Glaverbel est érigé en 1967 par les architectes André Jacquemin, Victor Mulpas, Pierre Guillissen et Renaat Braem, celui des Cimenteries et Briqueteries réunies par Constantin Brodzki et Marcel Lambrichs en 1967-1970 et celui de la Royale Belge par René Stapels et Pierre Dufau également en 1967-1970,.

### Édification de l'immeuble CBR
En 1965, la plupart des cimenteries belges, regroupées au sein de la Société Générale sous le sigle CBR (cimenteries et briqueteries réunies), décident d'édifier leur siège : il apparut d'évidence qu'il serait préfabriqué. « C'est alors que Constantin Brodzki est véritablement entré en scène. Parti à New York à la fin de ses études, il eut l'opportunité d'effectuer un stage aux Nations Unies dans l'équipe chargée de concevoir le nouveau siège de l'ONU, à l'époque une référence mondiale ». « Brodzki fut chargé de préparer les futurs choix en construisant dans une des usines du groupe des petits immeubles-test dont les façades ont servi à la mise au point des futurs éléments du siège central ».
L'immeuble CBR est construit entre 1967 et 1970 sous la houlette de Brodzki, en collaboration avec Marcel Lambrichs,,,,,,.
L'aménagement du parc et des abords est confié à l'architecte paysagiste René Pechère,,,.
L'aménagement intérieur et le mobilier sont l'œuvre des designers belge Jules Wabbes et américaine  Florence Knoll,,,,.
En 1980, l'immeuble CBR est sélectionné par le Museum of Modern Art de New York (MoMA) pour son exposition "Transformation in Modern Architecture, 1960-1980",,,,.
L'immeuble est rénové avec soin par Constantin Brodzki lui-même dans les années 1990.

### Inquiétudes concernant l'intégrité de l'immeuble

#### Pétitions-Patrimoine
En novembre 2011, l'association bruxelloise Pétitions-Patrimoine fait part de ses préoccupations à propos de l'immeuble CBR : l'association rapporte que l'immeuble a « subi des altérations et que plusieurs meubles d'origines, dessinés par Jules Wabbes spécialement pour ce lieu, ont été enlevés ».  Elle fait part de ses craintes « que, faute d'une gestion attentive et conforme à l'intérêt architectural et historique de l'immeuble, celui-ci ne subisse une lente dégradation de ce qui fait son intérêt ». Elle interroge la Commission Royale des Monuments et des Sites et « soulève la question de savoir s'il ne serait pas temps d'envisager le classement de ce chef-d'œuvre global » afin de « préserver les éléments d'origine significatifs de sa conception originelle ».

#### Constantin et Alexandre Brodzki
En mai 2018, Constantin Brodzki, alors âgé de 93 ans, exprime son inquiétude quant à l'avenir de son bâtiment dans une interview accordée au journal belge De Tijd : « Franchement, j'ai peur pour l'avenir de mon immeuble CBR. Le propriétaire est un groupe d'investissement qui avait déjà acheté mon immeuble Swift à l'époque. Et ils l'ont vraiment massacré. Ce serait une honte si tous les éléments intérieurs authentiques devaient disparaître. J'ai vraiment tout décidé dans ce bâtiment. Jusqu'aux boutons de l'ascenseur ».
À la même époque, Alexandre Brodzki prend son bâton de pèlerin pour protéger l'héritage de son père : « Je mène ce combat avec mon père. Je vois que cela le mine même si, devant moi, il fait le fier. Mais ce bâtiment de CBR est son œuvre et je ne voudrais pas le voir partir ».

#### Collectif d'architectes et d'intellectuels
En juin 2018, un « collectif d'architectes et d'intellectuels » emmené par les Doyens des facultés d'architecture de L'ULB, de l'UCLouvain et de la KU Leuven, signe une carte blanche dans la presse pour signaler que le bâtiment est en danger et qu'il faut « enrayer en urgence le processus de démolition qui est en cours ». Le groupe signale qu'« un permis d'urbanisme a été octroyé afin de "réaliser des travaux de démontage des cloisons, des faux plafonds, des revêtements de sol et évacuation du mobilier (..)" Or l'immeuble est une œuvre totale et les équipements intérieurs participent d'un tout cohérent. Il s'agit, notamment, du mobilier (Florence Knoll, Jules Wabbes,..), cloisons en acajou, parquets, détails de béton bouchardé, vitrage isolant en façade, escalier arrondi (partant du rez-de-chaussée et menant au restaurant, en sous-sol) ». Les signataires soulignent que les démolitions des volumes intérieurs sont déjà très avancées et « eatteindront bientôt le 8e étage, celui de la direction, soit le plus intéressant architecturalement ». « Pour Pablo Lhoas, doyen de la faculté d'architecture de l'ULB, ce bâtiment est l'un des rares à Bruxelles qui forme un ensemble "aussi parfait, aussi pur, aussi cohérent" ». Mais la Direction des Monuments et Sites souligne alors qu'il n'y a pas lieu de s'inquiéter car son administration suit de près ce chantier qui a fait l'objet d'une demande de permis d'urbanisme. De son côté, le propriétaire du bâtiment, la société des entreprises Louis De Waele, confirme que rien n'a été jeté à la poubelle : « Toute la durée des travaux, le mobilier est conservé dans un espace protégé. On essaiera dans la mesure du possible de remettre une partie du mobilier dans les espaces publics. Autrement, le reste des meubles sera conservé dans l'immeuble ».
Mais, dans sa carte blanche, le collectif d'architectes et d'intellectuels signale un autre danger : la construction à l'arrière du site de deux immeubles à appartements, alors qu'une procédure d'inscription sur la liste de sauvegarde comme Monument vise la totalité du bâtiment CBR, donc à la fois le bâtiment et ses abords, ce qui implique qu'aucun immeuble ne devrait être construit dans le parc, conçu par l'architecte paysagiste René Pechère.

### Inscription sur la liste de sauvegarde
Le 22 novembre 2018, le Gouvernement de la Région de Bruxelles-Capitale inscrit sur sa liste de sauvegarde la totalité de l'immeuble de l'ancien siège social des Cimenteries et Briqueteries réunies (CBR) ainsi qu'une partie de ses abords.
L'immeuble est ainsi « protégé en totalité avec son mobilier d'origine de grande valeur, partie intégrante de la conception de l'immeuble ».
Le Ministre-Président de la Région de Bruxelles-Capitale Rudi Vervoort, chargé des Monuments et Sites, souligne : « Il faut assurer la pérennité de ce patrimoine contemporain, moderniste qu'on ne peut pas figer. Il faut lui assurer un avenir. Le bâtiment doit pouvoir être modifié intérieurement en fonction des besoins des nouveaux occupants pour survivre, tout en préservant ses caractéristiques patrimoniales majeures. Le mobilier identifié d'origine est également protégé, de même que les éléments essentiels de l'aménagement et de la décoration d'origine ».

### Réaffectation en espaces de travail partagés
À la fin du mois de novembre 2018, l'immeuble est transformé en un espace de travail partagé (coworking) de sept étages par la compagnie Fosbury & Sons, avec « des intérieurs conçus dans le respect de l'architecture d'origine ».
La société de coworking anversoise adapte le bâtiment pour créer des bureaux privés, des ateliers semi-privés, des espaces de travail partagés, un espace d'exposition d'œuvres d'art ainsi qu'un bar au huitième étage avec vue panoramique sur la forêt de Soignes voisine,.  
Des intérieurs sont créés qui « dégagent une impression de maturité et de chaleur », des bois aux tons chauds sont associés à un mobilier blanc cassé.

## Description

### Architecture
L'immeuble est composé de deux ailes parallèles accolées l'une à l'autre mais légèrement décalées. D'une hauteur de 31,46 m, il compte 9 étages au-dessus du sol et 3 étages souterrains.
Conçue pour mettre en valeur les qualités du matériau produit par les cimenteries belges, sa façade est constituée de l'assemblage de 756 modules ovales préfabriqués en béton de ciment blanc moulé,,,,. La façade occidentale comporte 26 travées de 9 étages.
Il n'y a pas de châssis aux fenêtres et les vitres, teintées en orange, sont enchâssées directement dans le béton ce qui, lors de la construction, impliqua l'installation d'un système complet de conditionnement d'air, le premier de ce genre en Belgique.

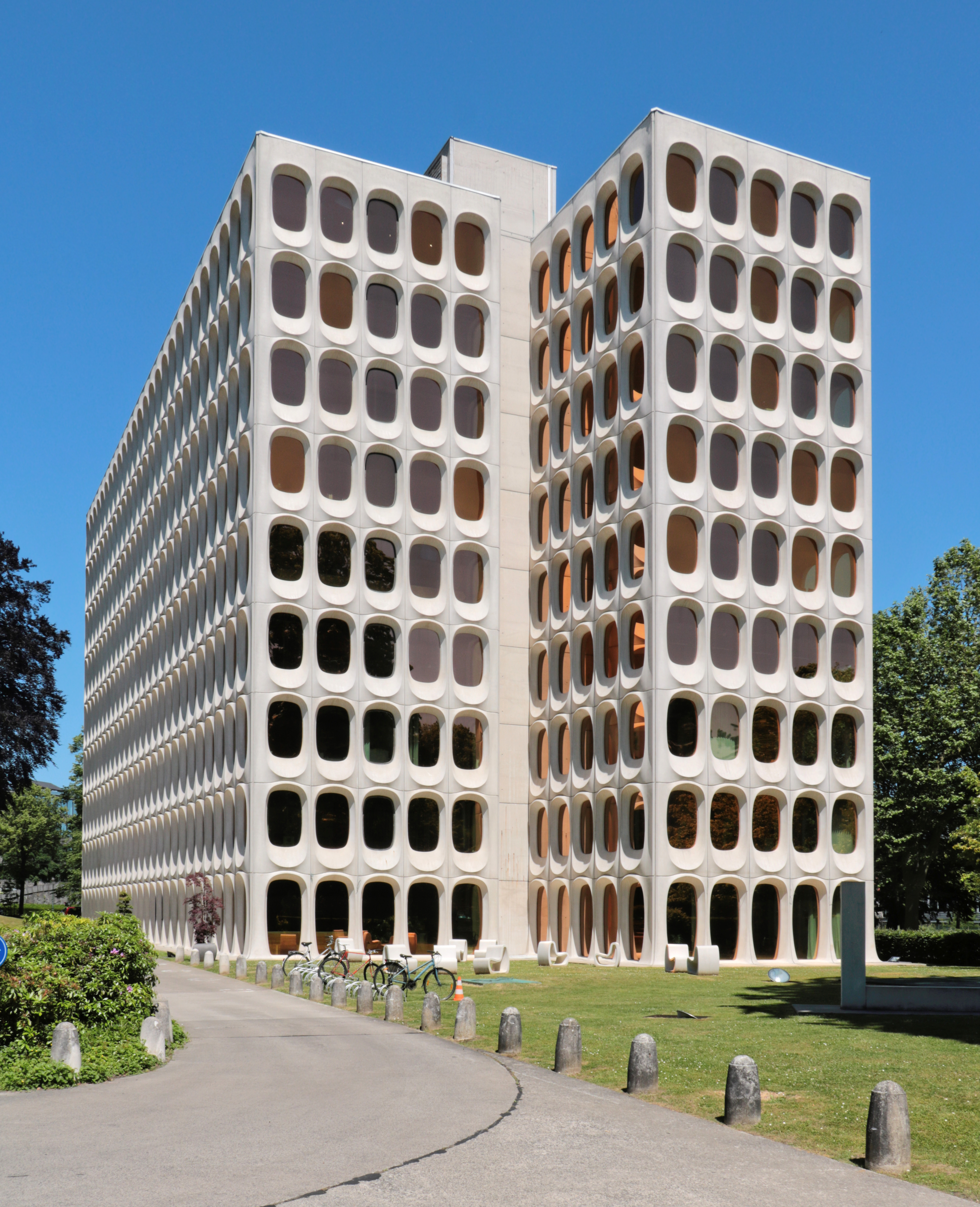
Façades méridionales.
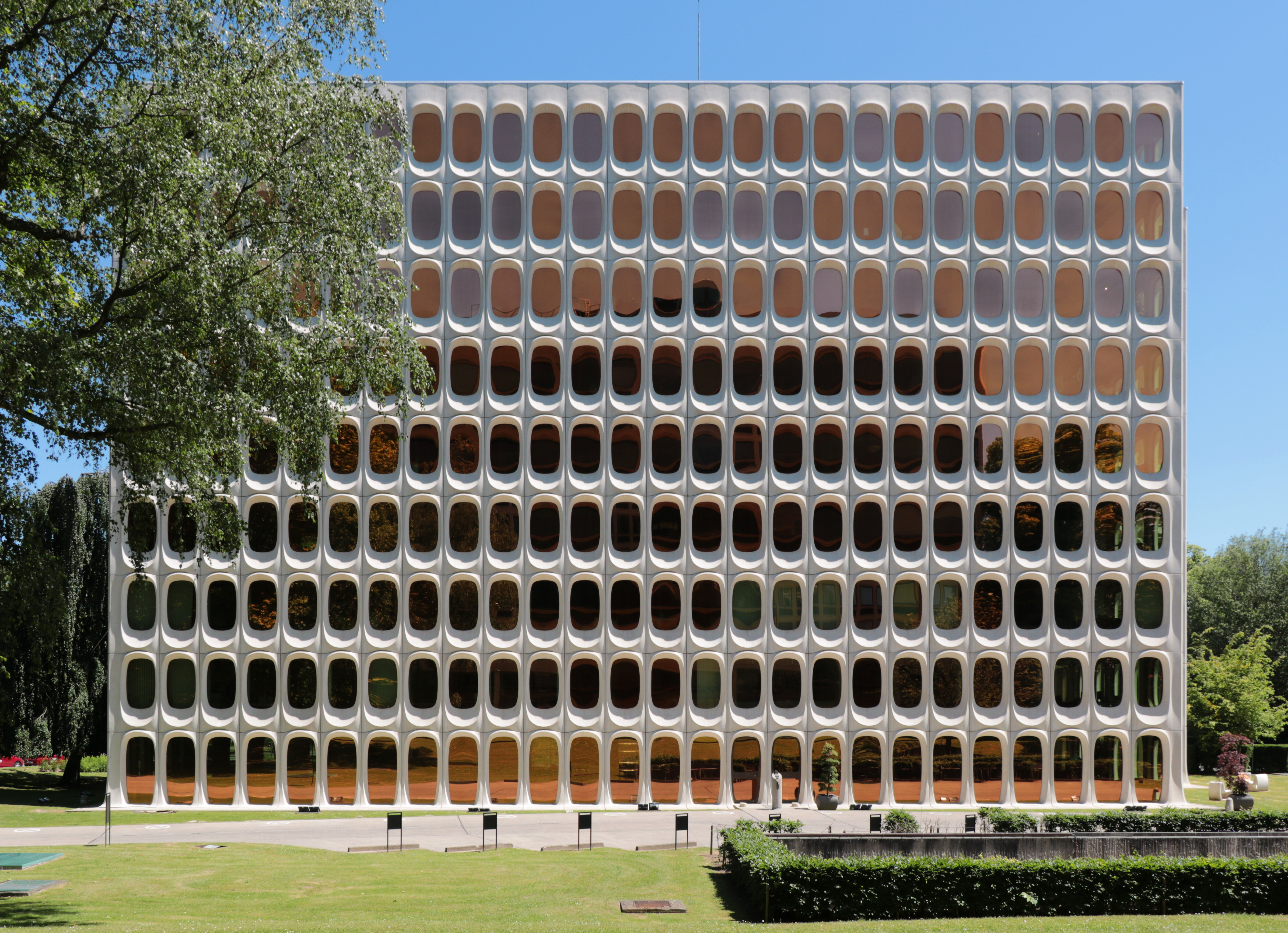
Façade occidentale.
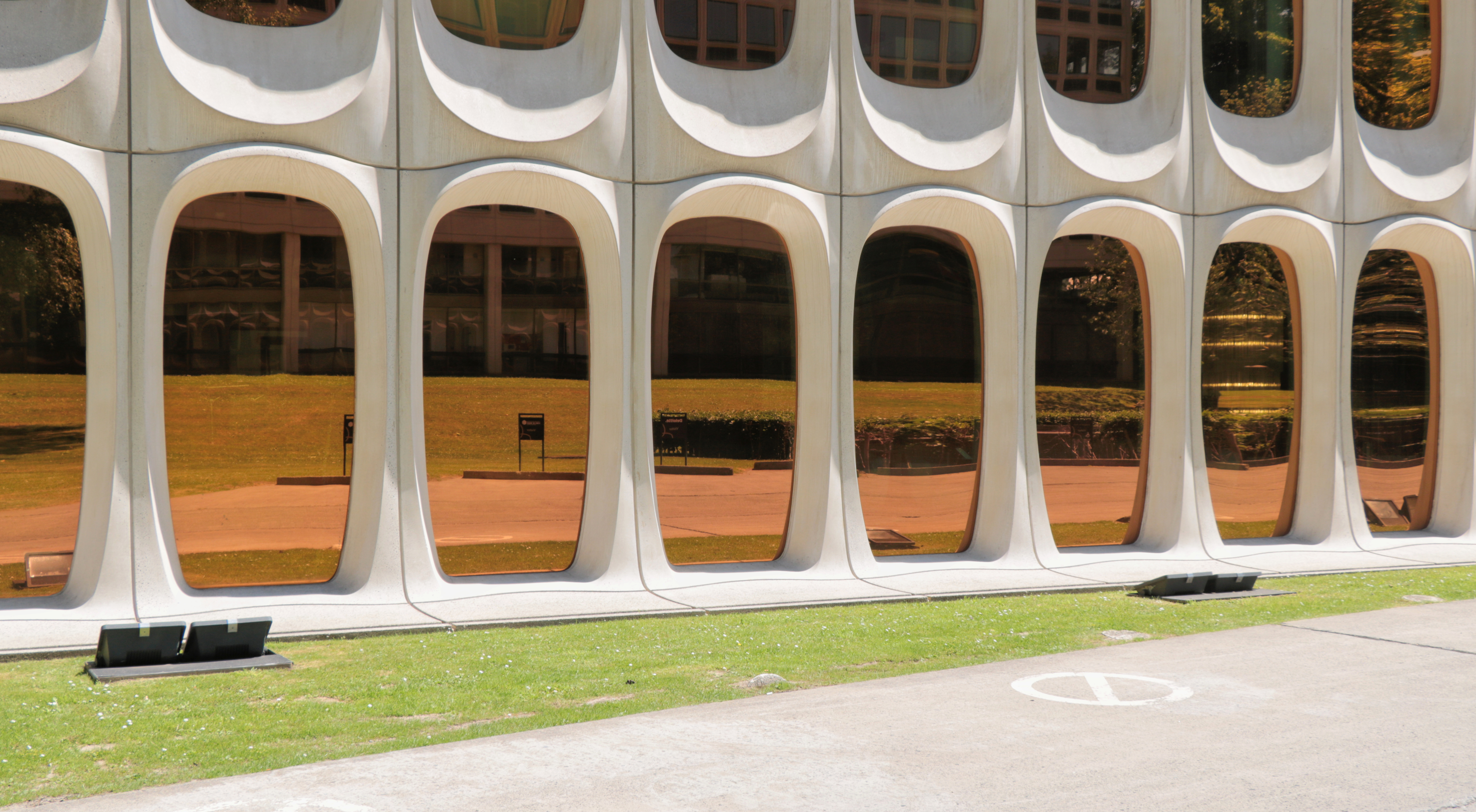
Modules en béton de ciment blanc.

### Aménagement intérieur
L'aménagement intérieur et le mobilier, qui confèrent à l'immeuble un « caractère d'œuvre totale et complète », sont l'œuvre des designers belge Jules Wabbes et américaine Florence Knoll,,,,.
L'intérieur comprend des cloisons en acajou, des parquets, des détails de béton bouchardé et un escalier en spirale partant du rez-de-chaussée et menant au restaurant en sous-sol.
La finition est particulièrement soignée au huitième étage « composé de systèmes de cloisons palissandre, avec un soin extrêmement raffiné donné, même au dessin des béquilles des poignées de porte, de la signalétique, du mobilier… ».
Lors de la réaffectation en espaces de travail partagés effectuée en novembre 2018, « des intérieurs conçus dans le respect de l'architecture d'origine » ont été aménagés. Des intérieurs ont été créés qui « dégagent une impression de maturité et de chaleur, des bois aux tons chauds sont associés à un mobilier blanc cassé. L'éclairage est devenu un élément important de la conception, avec des teintes douces qui éclairent les murs en béton du bâtiment ».

L'intérieur
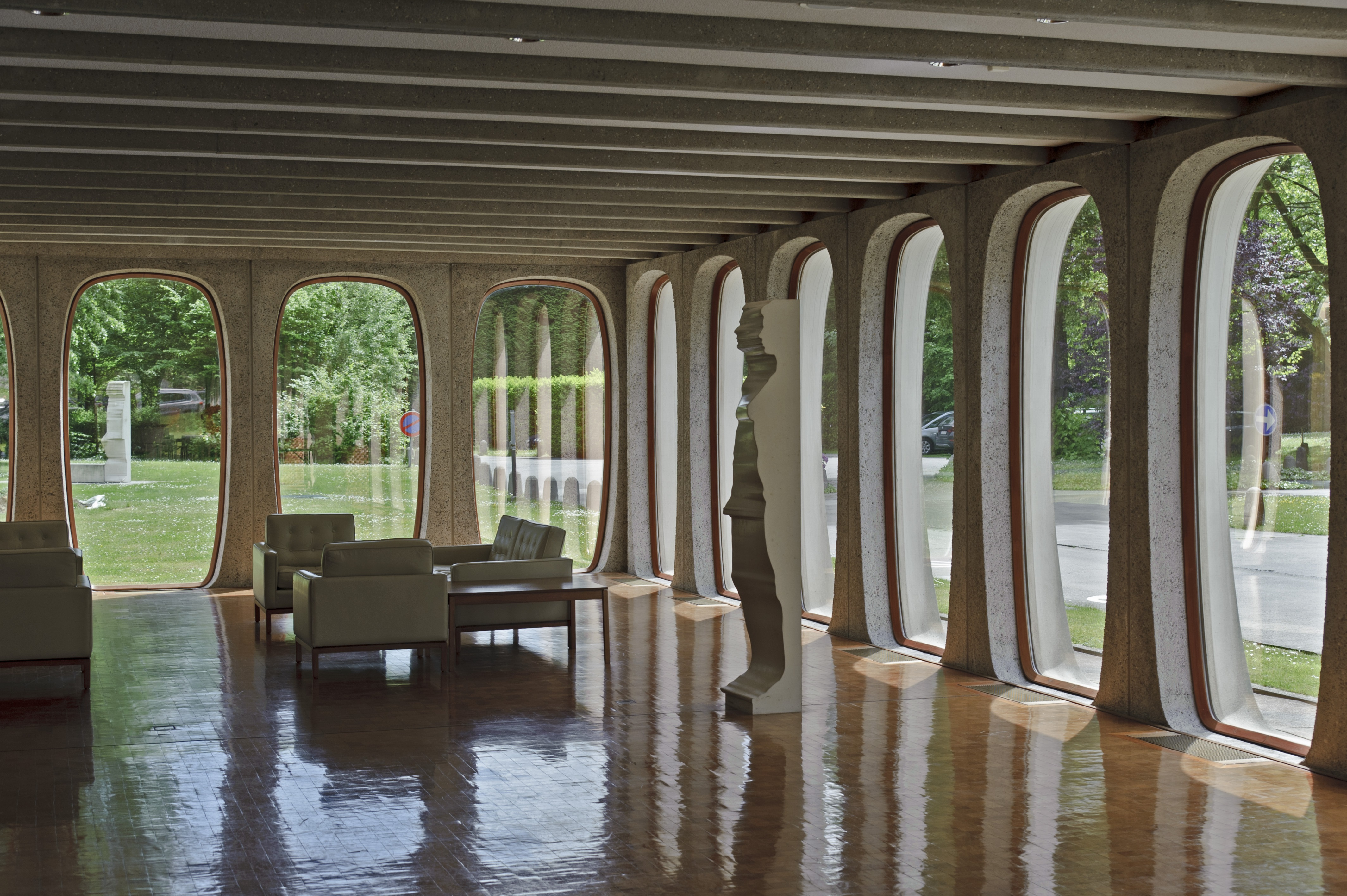
Salon et parquet.
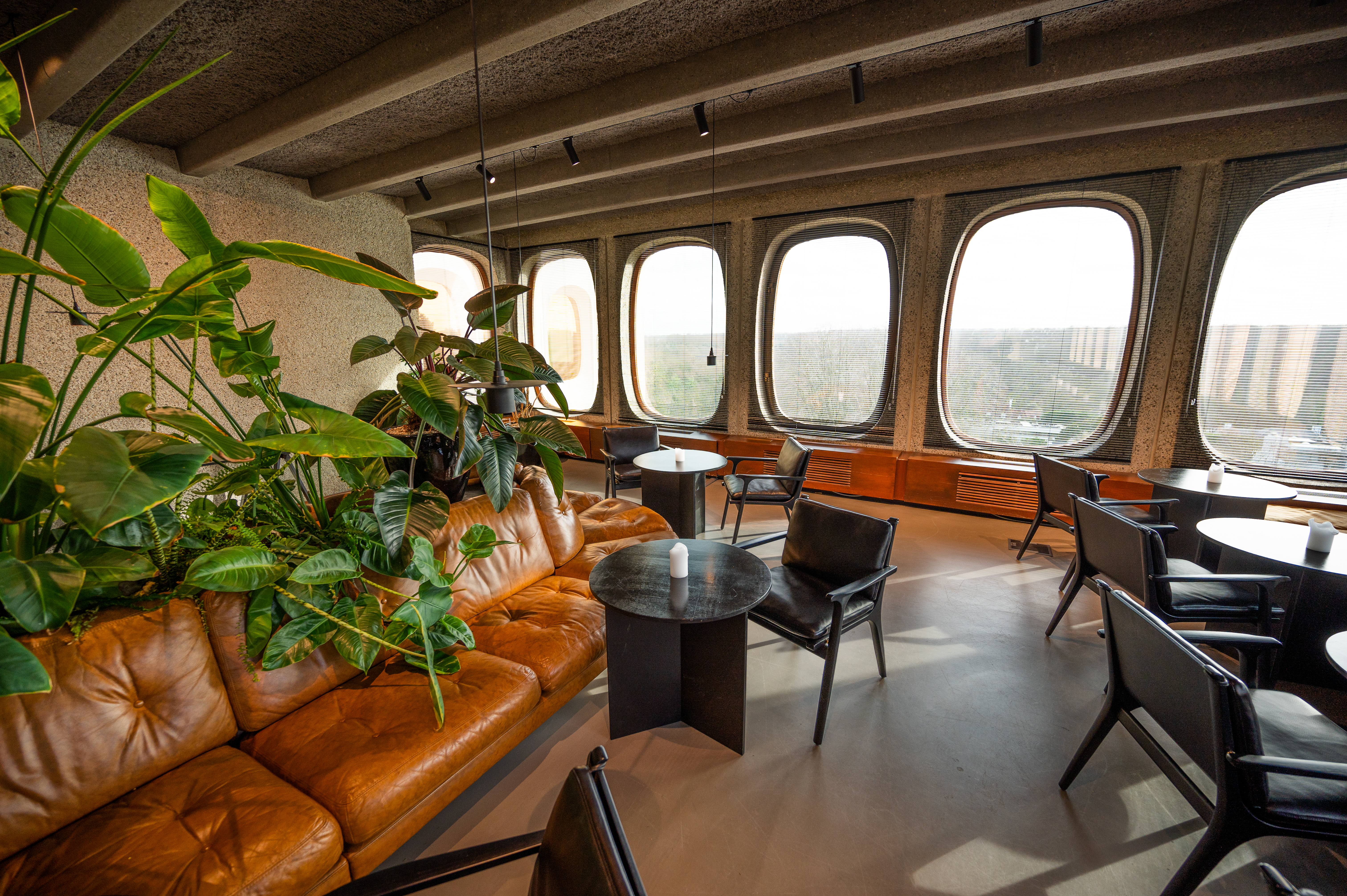
Bar avec vue panoramique.
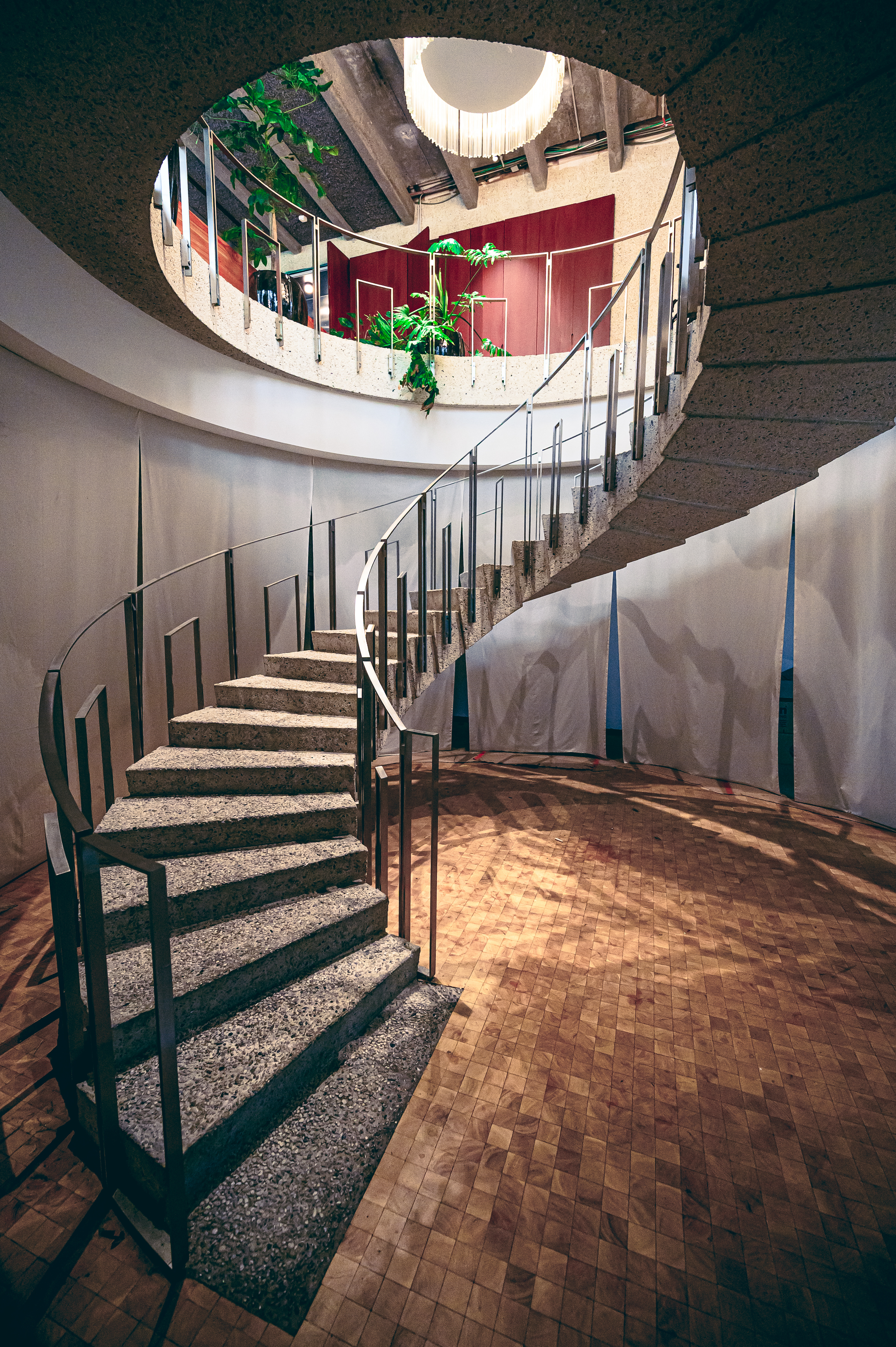
Escalier en spirale.